# Subulura suctoria
Subulura suctoria (Syn. Subulura brumpti, Subulura differens, Allodapa suctoria) ist ein Spulwurm aus der Familie Subuluridae, der im Blinddarm von Hühnern, Puten, Perlhühnern, Wachteln, Raufußhühnern, Fasanen und Enten parasitiert.

## Merkmale
Männchen sind 8 bis 10 mm, Weibchen 14 bis 18 mm lang. Die Mundhöhle ist klein und an ihrer Basis sitzen drei Zähne. Der Ösophagus ist im hinteren Abschnitt erweitert und geht in den Bulbus über. Der Schwanz der Männchen ist bauchwärts. Sie haben große Kaudalflügel. Männchen besitzen zwei gleiche, lange dünne Spicula. Vor der Kloake liegt ein schlitzförmiger Genitalsaugnapf, der von radiären Muskelfasern umgeben wird. Die Vulva der Weibchen liegt dicht vor der Körpermitte.

## Lebenszyklus
Die Eier werden mit dem Kot ausgeschieden und vom Zwischenwirt (Käfer oder Heuschrecken) aufgenommen. In ihm entwickelt sich binnen zwei Wochen die ansteckende Larve 3. Nach Aufnahme des Zwischenwirts durch den Endwirt wandern die Larven in das Lumen des Blinddarms. Die Präpatenz beträgt sechs bis acht Wochen.